# Pareas formosensis
Pareas formosensis är en ormart som beskrevs av Van Denburgh 1909. Pareas formosensis ingår i släktet Pareas och familjen snokar. Inga underarter finns listade i Catalogue of Life.
Artens utbredningsområde är Taiwan. Den hittas även på några tillhörande mindre öar. Denna orm lever i kulliga områden och i bergstrakter mellan 300 och 1800 meter över havet. Habitatet utgörs av skogar, buskskogar och trädgårdar. Individerna letar på natten efter snäckor och sniglar. Honor lägger 2 till 9 ägg per tillfälle.
Pareas formosensis är ganska sällsynt men såvida känt finns inga hot mot beståndet. IUCN kategoriserar arten globalt som livskraftig.